# أرجمون ريشي المقاطع
أرجمون ريشي المقاطع (الاسم العلمي:Argemone pinnatisecta) هو نوع غير مؤكد من النباتات يتبع جنس الأرجمون من الفصيلة الخشخاشية.